# Pachastrissa hartmeyeri
Pachastrissa hartmeyeri är en svampdjursart som beskrevs av Uliczka 1929. Pachastrissa hartmeyeri ingår i släktet Pachastrissa och familjen Calthropellidae.
Artens utbredningsområde är Barbados. Inga underarter finns listade i Catalogue of Life.